# NGC 2618
NGC 2618 è una vasta galassia a spirale situata nella costellazione dell'Idra, a una distanza di circa 208 milioni di anni luce dalla nostra Via Lattea.

## Scoperta
La galassia è stata scoperta il 20 dicembre 1784 dall'astronomo britannico di origine tedesca William Herschel.

## Descrizione
NGC 2618 ha una classe di luminosità I-II e presenta una larga riga a 21 cm dell'idrogeno neutro.

## Supernova
Il 22 marzo 2008, all'interno di NGC 2618 è stata scoperta la supernova SN 2008bi da G. Pignata, J. Maza, M. Hamuy, R. Antezana, L. Gonzalez, P. Gonzalez, P. Lopez, S. Silva, e G. Folatelli dell'Università del Cile e da D. Reichart, K. Ivarsen, A. Crain, D. Foster, M. Nysewander, e A. LaCluyze della North Carolina University nel corso del programma di ricerca di supernove CHASE (CHilean Automatic Supernova sEarch) dell'Università del Cile. La supernova è stata classificata di tipo Ia.